# المجموعات العرقية في الفلبين

المجموعات العرقية السائدة في الفلبين.

يسكن الفلبين أكثر من 182 مجموعة إثنية لغوية، العديد منها مصنف كشعوب أصلية تحت قانون حقوق الشعوب الأصلية لعام 1997 في البلاد. غالبًا ما تصنف الشعوب ذات التقاليد الإسلامية من مجموعة الجزر الأقصى جنوبًا في مينداناو معًا باسم شعوب المورو، سواء صنفوا كشعوب أصلية أم لا. حوالي 142 مجموعة مصنفة كمجموعات شعوب أصلية غير مسلمة، وحوالي 19 مجموعة إثنية لغوية مصنفة بكونها ليست أصلية ولا مورو. كانت لمجموعات المهاجرين أيضًا حضور مهم عبر تاريخ البلاد.
تُشار إلى المجموعات الإثنية اللغوية ذات الأغلبية المسلمة في مينداناو وسولو وبالاوان جماعيًا باسم شعوب المورو، وهي فئة واسعة تشمل بعض مجموعات الشعوب الأصلية وبعض مجموعات الشعوب غير الأصلية. مع تعداد سكاني يزيد عن 5 ملايين نسمة، يشكلون حوالي 5% من إجمالي سكان البلاد. أطلق الإسبان عليهم اسم «موروس» مشتق من الكلمة الخاصة بالمور، على الرغم من عدم وجود تشابه أو روابط ثقافية معهم باستثناء ديانتهم.
حوالي 142 من مجموعات الشعوب الأصلية في الفلبين لا تُصنَّف على أنها من شعوب المورو. بعض هذه المجموعات الشعبية غالبًا ما تجمع بسبب ارتباطها القوي بمنطقة جغرافية مشتركة، على الرغم من أن هذه التصنيفات الواسعة لا تتقبلها دومًا المجموعات العرقية نفسها. مثلًا، غالبًا ما يُشار إلى الشعوب الأصلية لسلسلة جبال كورديليرا في شمال لوزون باستخدام الاسم الدخيل «شعب إغوروت»، أو في الآونة الأخيرة، باسم شعوب كورديليران. في الوقت نفسه، يُشار جماعيًا إلى الشعوب غير المورو في مينداناو باسم اللوماد، وهو اسم ذاتي جماعي ابتكر في عام 1986 كطريقة لتمييزهم عن جيرانهم الأصليين المورو والبيسان المجاورين. لا تزال الجماعات العرقية الأصلية الصغيرة مهمشة، وغالبًا ما تكون أفقر من بقية المجتمع.
ينتمي حوالي 86 إلى 87 في المئة من سكان الفلبين إلى 19 مجموعة إثنية لغوية لاتُصنّف على أنها أصلية ولا مورو. أحيانًا ما يُشار إلى هذه المجموعات جماعيًا باسم «المجموعات المسيحية المنخفضة»، لتمييزها عن المجموعات الإثنية اللغوية الأخرى. أكثر هذه المجموعات عددًا، بسكان يتجاوزون المليون فرد، هم الإيلوكانو، والبانجاسينان، والكابامبانجان، والتاجالوج، والبيكولانو، والفيسايان (بما في ذلك السيبوانو، والبوهولانو، والهيليجاينون/إيلونجو، والواراي). تحول العديد من هذه المجموعات إلى المسيحية، ولا سيما المجموعات الساحلية المنخفضة الأصلية والمهاجرة، واعتمدت عناصر ثقافية أجنبية عبر تاريخ البلاد.
نتيجة للتاريخ الماضي للفلبين منذ العصر الاستعماري الإسباني، هناك أيضًا بعض المجموعات التاريخية المهاجرة مثل الفلبينيين الصينيين والفلبينيين الإسبان، وكلاهما اختلط مع المجموعات العرقية الناطقة بالأسترونيزية في الأراضي المنخفضة أعلاه، مما أنتج الميستيزو الفلبينيين. هذه المجموعات تشكل أيضًا وتسهم بنسبة كبيرة من سكان البلاد، خاصة طبقتها البورجوازية، واقتصادها وكانت جزءًا لا يتجزأ من تأسيس البلاد، من صعود القومية الفلبينية على يد النخبة المثقفة إلى الثورة الفلبينية. الشعوب الأخرى ذات الأصول المهاجرة و/أو المختلطة تشمل الفلبينيين الأمريكيين، والفلبينيين الهنود، والفلبينيين اليابانيين.
بخلاف مجموعات المهاجرين التي تتحدث لغاتها الخاصة، يتحدث معظم الفلبينيين لغات تُصنف ضمن عائلة اللغات الأسترونيزية، بما في ذلك مختلف شعوب النيغريتو في الأرخبيل، والتي تختلف جينيًا وظاهريًا عن المجموعات العرقية الأخرى في الفلبين. رغم أن هذه المجموعات قد حافظت على ثقافة وهوية مختلفة عن المجموعات العرقية المجاورة، إلا أنها قد تكيفت منذ زمن طويل مع لغات جيرانها الأسترونيزية. تقليديًا، يصنفون جغرافيًا وفرعيًا كشعب أتي من فيساياس ومينداناو، والأيتا في لوزون، وقُدر عدد سكان النيغريتو بنحو 000 نسمة في عام 2004.

## الأصول
هناك العديد من النظريات المتعارضة بخصوص أصول الفلبينيين القدماء، تبدأ بفرضية «موجات الهجرة» التي طرحها إتش. أوتلي بير في عام 1948، والتي ادعت أن الفلبينيين كانوا «إندونيسيين» و«ماليزيين» هاجروا إلى الجزر. يرفض علماء الأنثروبولوجيا المعاصرين هذه الفرضية تمامًا ولا تدعمها أي أدلة، ولكن الفرضية لا تزال تُدرَّس على نطاق واسع في المدارس الابتدائية والعامة الفلبينية مما يؤدي إلى الاعتقاد الخاطئ الشائع بين الفلبينيين بأنهم «ماليزيون».
النظرية الأكثر قبولًا هي نموذج «من تايوان» الذي يتبع التوسع الأسترونيزي خلال العصر الحجري الحديث في سلسلة من الهجرات البحرية التي انطلقت من تايوان وانتشرت إلى جزر الهندو-باسيفيك؛ وصولًا في النهاية إلى أماكن بعيدة مثل نيوزيلندا وجزيرة الفصح ومدغشقر. نشأ الأسترونيزيون أنفسهم من حضارات ما قبل الأسترونيزية الزراعية للأرز في العصر الحجري الحديث في دلتا نهر اليانغتسي في الجزء الجنوبي الشرقي الساحلي من الصين قبل غزو الصينيين الهان لتلك المناطق. يشمل ذلك حضارات مثل حضارة ليانغتشو، وحضارة هيمودو، وحضارة ماجيابانغ. تربط هذه النظرية المتحدثين باللغات الأسترونيزية في سلسلة لغوية وجينية مشتركة، بما في ذلك الشعوب الأصلية التايوانية، وسكان جزر جنوب شرق آسيا، والتشام، وسكان ميلانيزيا الجزرية، والميكرونيزيين، والبولينيزيين، وشعب مدغشقر. بالإضافة إلى اللغة والجينات، يشتركون أيضًا في علامات ثقافية مشتركة مثل القوارب متعددة الهياكل والقوارب ذات العوامات الجانبية، والوشم، وزراعة الأرز، والزراعة في الأراضي الرطبة، وتسويد الأسنان، ونحت اليشم، ومضغ التنباك، وعبادة الأسلاف، ونفس النباتات والحيوانات المدجنة (بما في ذلك الكلاب، والخنازير، والدجاج، والبطاطا الحلوة، والموز، وقصب السكر، وجوز الهند).
كان إنسان تابون القديم، الذي عثر عليه في بالاوان في عام 1962، حتى عام 2007، أقدم بقايا بشرية اكتشفها الأنثروبولوجيون في الفلبين. تشير الأدلة الأثرية إلى تشابهات مع اثنين من الحفريات البشرية الأولية المكتشفة في إندونيسيا والصين، تُسمى الإنسان الجاوي والإنسان البكيني. في عام 2007، اكتشف مشط قدم واحد من حفرية أقدم في كهف كالاو، بينابلانكا، كاغايان. سميت تلك الحفرية الأقدم بإنسان كالاو.
وصل النيغريتو قبل حوالي 30,000 سنة واحتلوا عدة مناطق متفرقة في جميع أنحاء الجزر. وصفت الأدلة الأثرية الحديثة التي ذكرها بيتر بيلوود أن أسلاف الفلبينيين والماليزيين والإندونيسيين قد عبروا مضيق تايوان لأول مرة خلال الفترة ما قبل التاريخ. يُعتقد أن هؤلاء البحارة الأوائل هم الشعوب الأسترونيزية. استخدموا القوارب لعبور المحيطات، واستقروا في العديد من مناطق جنوب شرق آسيا، وجزر بولينيزيا، ومدغشقر.
اكتشفت موجتا هجرة قديمتان من شرق آسيا (الأستروآسيوية والأسترية المحتملة)، واحدة مدعومة بأدلة قوية بين شعب المانوبو الذين يعيشون في الأراضي الداخلية لمينداناو، والأخرى في شعب الساما-باجاو والشعوب ذات الصلة من أرخبيل سولو، شبه جزيرة زامبوانغا، وبالاوان. يشير الاختلاط الجيني الموجود في شعب الساما إلى علاقة مع شعب اللوا وملابري من جنوب شرق آسيا القاري، ويعكس إشارة جينية مماثلة موجودة في غرب إندونيسيا. حدثت هذه الأحداث في وقت ما بعد 15,000 سنة و12,000 سنة على التوالي، حوالي الحقبة التي اقتربت فيها الفترة الجليدية الأخيرة من نهايتها.